# Matthias Kadar
Matthias Kadar (Parijs, 1977) is een Duits-Hongaars-Franse componist.

## Opleiding
Hij studeerde compositie bij Christian Lauba in Bordeaux en vervolgens bij Theo Loevendie aan het Conservatorium van Amsterdam, waar hij in 2000 afstudeerde.

## Activiteiten
Kadar componeerde werken voor onder andere het Boedapest Festivalorkest onder leiding van Iván Fischer,  'Stichting het 20ste-eeuwse lied', het Leo Smit Ensemble, het Oh-Ton Ensemble (Duitsland), het Nieuw Ensemble, Het Trio, het Hexagon Ensemble, het Ricciotti Ensemble, het Nationaal Jeugdkoor, het Mahler festival in Boedapest, Annelie de Man, Arno Bornkamp, Masumi Nagasawa, Reinild Mees, Irene Maessen, Thomas Oliemans, Marcel Beekman, Roger Braun, Ralph van Raat, Klárá Würtz, József Lendvay, Christoph Hansen, Hester Cnossen, Maarten Koningsberger, Cora Burggraaf, Iván Fischer en Isidor Lateiner. 
Op 4 mei 2009 is een compositie voor koor voor het Nationaal Jeugdkoor en tenor Marcel Beekman, een opdracht van het 'Nationaal Comité 4 en 5 mei' voor de Nationale Dodenherdenking in de Nieuwe Kerk in Amsterdam in aanwezigheid van H.M. de Koningin uitgevoerd. Deze wereldpremière werd rechtstreeks op radio en televisie uitgevoerd. Het eerste stuk 'Is dit een mens' is geschreven op het gedicht met dezelfde titel van Primo Levi, vertaald door Jan van der Haar. Het tweede stuk Navertellen is geschreven op een tekst van Wim de Bie. 
Zijn werk werd opgenomen door verschillende platenlabels, radiozenders en televisiezenders en uitgezonden in binnen- en buitenland. In 2009 zal een cd met onder andere werken voor saxofoon en piano bij het label Sol Records in Nederland verschijnen, en verder is een cd met werken voor tárogató en strijkorkest bij het label Hungaroton verschenen. In Duitsland zal door het Oh-ton ensemble een cd met onder andere zijn werk verschijnen.
Ook is er een multidisciplinair en educatief project over Heinrich Heine waar de muziek en veel meer van Matthias te zien en te horen is op een cd-rom onder de titel ‘Im wunderschönen Monat Mai’ verschenen bij de Stichting Muzette.
Daarnaast treedt Matthias op als chansonnier. Hij zingt repertoire van Georges Brassens, Jacques Brel en van hemzelf.

## Werk voor solo-instrumenten
- ‘Fou’ voor tenor- en sopraansaxofoon (1996)
- ‘Histoire d’ une fourmi, sa vie, ses rencontres…’ voor klarinet (1996)
- ‘Polyprimates’ voor fluit (1996)
- ‘Pronto’ voor piano (1997)
- ‘Mr. Parfum’ voor viool (1997)
- ‘Centre Gronder De l’Alto’ voor altviool (1997)
- ‘LF AN dit Ga’ voor bastrombone (1997)
- ‘lf an dit...’ voor bastrombone (1997)
- ‘Hum...us’ voor altsaxofoon (1997)
- ‘Ioma’ voor sopraansaxofoon (1997)
- ‘Ouwar I’ voor altsaxofoon met improvisatie (1997)
- ‘Ouwar II’ voor altsaxofoon met improvisatie (1997)
- ‘Ouwar III’ voor altsaxofoon met improvisatie (1997)
- ‘Poh’ voor elektrisch gitaar (1997)
- ‘Ver de terre’ voor altviool (1997)
- ‘Monstre’ for baritonsaxofoon (1997)
- ‘Solemacotnahpelepocoppih en em soselsapessac et merignac ; te…cangirem !!Eh!..Hub!!?’ voor altsaxofoon (1997)
- ‘Haha!’ voor piano (1997)
- ‘Voyages’ voor altsaxofoon (1997)
- ‘XAP’ voor basklarinet en cello (1998)
- ‘Blowing up’ voor basklarinet (1998)
- ‘Soulage’ voor altblokfluit (1998)
- ‘L’arbre’ voor panfluit (1998)
- ‘histoire d’ insectes’ voor cembalo (1998)
- ‘ Les humeurs de Mr. K’ voor piano (1998)
- ‘ Vivent les puces ???’ , etude voor altsaxofoon (1998)
- ‘Le fleuve’ voor altsaxofoon (1998)
- ‘Chhhh-t’ voor sopraansaxofoon (1999)
- ‘Iomaeleneiloc d’ vizlifan’ deel uit de 4-delige suite ‘d’ vizlifan suite’ voor verschillende instrumenten en piano (1999)
- ‘Π a-llume’ voor piano (1999)
- ‘Ihrpsa’ voor harp (1999)
- ‘a2viz’ voor cello
- ‘Le KAJT’ voor cello (2000)
- ‘D’ vizlitrip’ voor basklarinet (2000)
- ‘LV’L’ voor bastrombone (2001)
- ‘Der Virtuos, ein Neujahrskozert’ een boek voor piano op tekeningen en teksten van Wilhelm Busch met 7 stukken (2001) waarvan ieder stuk apart kan worden gespeeld
- ‘Une humeur de K.’ voor klavecimbel (2001)
- ‘O’ etude voor altsaxofoon (2001)
- ‘Chl’ voor cello (2002)
- ‘S- Limericks-s’ voor stem en klavecimbel (2002)
- ‘Riverside’s life, live’ voor piano (2002)
- ‘Auror’ ‘ in 4 delen voor orgel (2004)
- ‘Promenade’ voor piano (2005)
- ’57 pièces pou violon seul’ voor viool (2005)
- ‘ Toi...Toi...k” voor duduk (2006)
- ‘5 kis miniatures’ voor taragot (2006), 5 korte stukken
- ‘Hauch’ voor piano (2006)

## Werk voor duo
- ‘Chant ch’ant ‘ voor twee altsaxofoons (1997)
- ‘Dubbel  Π with ‘ hindt’ voor basklarinet en klavecimbel (1998)
- ‘Mal- entendu??’ voor altsaxofoon en cello (1998)
- ‘Faire mouche’ voor gitaar en klavecimbel (1998)
- ‘Note-assis’ voor altsaxofoon and computeranimatie, interactie met het publiek (1998)
- ‘Hans huckebein, der Unglucksrabe’ op teksten van Wilhelm Busch voor mezzosopraan en piano (1998)
- ‘A hindt’ voor mandoline en gitaar (1998)
- ‘Les aventures de Mr. Guy Tarre et Mr. Poelle’ voor panfluit en gitaar (1999)
- ‘Erunois d’ vizlifan’ voor vibrafoon en piano (1999), deel uit de 4-delige suite ‘d’ vizlifan suite’ voor verschillende instrumenten en piano (1999)
- ‘Kadjar’ voor gamelan en kadjar (1999)
- ‘Das grosse Lalula Reid’ voor gesproken stem en altsaxofoon (1999)
- ‘Hatoui’ voor 2 tenorsaxofoons (2000)
- ‘Lettre a unami’ voor viool en altsaxofoon (2000)
- ‘Kangourou Fantasie’ voor fluit, cello en piano (2001)
- ‘Ah, muses!’ voor mandoline en gitaar (2001)
- ‘Etanos Niamay’ voor altviool en slagwerk (2002)
- ‘Ami d’ Ima’ voor cello en piano (2002)
- ‘Levent’ voor basklarinet en orgel (2002)
- ‘En passant’ voor sopraansaxofoon en piano (2003)
- ’Liederbuchlein’ een liedbündel met drie cycli voor baritonstem en piano en 1 cyclus voor mezzosopraanstem, tenorstem en piano (2003)
- ‘6 deutsche Gedichte’ Duitse cyclus voor baritonstem en piano geschreven op  * ‘Nachtlied’, *  ‘Nahe des Geliebten’ van Goethe,  * ‘Mein Jettchen’ van Heinrich von Kleist, * ‘vergiss mein nicht’ van Novalis’ en * ‘Todesfuge’ van Paul Celan (2003)
- ‘Petofi Harom Vers’ Hongaarse cyclus voor baritonstem en piano geschreven op * ‘ma egy eve’, * ‘mit ettel fold’ en * ‘szeretlek kedvesem’ van Sándor Petőfi (2003)
- ‘Le dernier jour d’un condamne’ Franse cyclus voor baritonstem en piano geschreven op teksten van Victor Hugo uit zijn roman met hetzelfde titel en een gedicht * Silence’ (2003)
- ‘H. Heine, 4 Gedichte’ Duitse cyclus voor mezzosopraanstem, tenorstem en piano geschreven op * ‘Liebste,’, * ‘Warum?’, * ‘Sie haben mich gequalet’ enj * ‘Nacht lag auf meinen Augen’ van Heinrich Heine (2003)
- ‘Fantome- Pensee a vous- Fantome’ voor saxofoon in C en piano (2003)
- ‘Dieu qui sourit’ (tekst: Victor Hugo) voor gitaar en stem (2005)
- ‘Ecrit sur le tombeau d'un petit enfant’ (tekst: Victor Hugo) voor gitaar en stem (2005)
- ‘A une femme' (tekst: Victor Hugo) voor gitaar en stem(2005)
- ‘Oh! Quand je dors’ (tekst: Victor Hugo) voor gitaar en stem (2005)
- ‘L' albatros’ (tekst: Charles Baudelaire) voor gitaar en stem (2007)
- ‘Les corbeaux’ (tekst: Arthur Rimbaud) voor gitaar en stem (2007)
- ‘Lopage’ voor altsaxofoon en piano (2007)
- 'dors' (tekst: M. Kadar) voor gitaar en stem (2008)
- 'szin vert' voor tárogató en contrabas (2008)
- 'szin bleu' voor tárogató en contrabas (2008)

## Werk voor trio
- ‘Setanos’ voor altsaxofoon, altviool en piano (1996)
- ‘E...eve...e...reve’ voor fluit, basklarinet en piano (1997)
- ‘Iemarkons...iemarkons’ voor basblokfluit, bas en marimba (1999)
- ‘D-bout’ voor basklarinet, marimba en piano (1999)
- ‘Iomaesagnoitat d’ vizlifan’ voor fluit, altsaxofoon en piano (1999), deel uit de 4-delige suite ‘d’ vizlifan suite’ voor verschillende instrumenten en piano (1999)
- ‘Pan-C de K.’ voor altfluit, altviool en harp (2001)
- ‘De Teltsebeam’ voor stem of tape, saxofoon in C en sopraansaxofoon en piano, op de gedichten * ‘de Fiter-iter’,* ‘twa roazen’, * ‘Luzeleafde’, * ‘Widsesankje van in flie’ and * ‘De bezem en de boender’ van Diet Huber (2005). Ieder stuk kan afzonderlijk gespeeld worden.

## Werk voor kwartet
- ‘Ataccot pour les nerveux’ voor saxofoonkwartet (1997)
- ‘Respiration sous l’eau’ voor blokfluitkwartet (1997)
- ‘C’est a nos deux os’ voor altsaxofoon, twee basblokfluiten en piano (1997)
- ‘Quatuor a cordes’ voor strijkkwartet (1998)
- ‘Versans’ voor klarinet, viool, cello en piano in 5 delen (2004)

## Werk voor ensemble
- ‘Of mice and men’ voor I: sopraansaxofoon, hoorn in f, trombone, elektrisch gitaar, II: 2 piccolo's, trompet, tuba, slagwerk, piano, III: baritonsaxofoon, hoorn in F, trombone, basgitaar (1996)
- ‘Le petit prince’ voor strijkoctet (1997)
- ‘Ratquiem pour des insectes’ voor 5 strijkers en 5 saxofoons (1997)
- ‘De sacre types’ voor fluit, hobo, basklarinet, mandoline, gitaar, harp, piano, slagwerk, viool, altviool, cello en bas.(1998)
- ‘Ferelnoix d’ vizlifan’ voor fluit, hobo, klarinet, basklarinet, fagot, 2 hoorns in F, bastrombone, harp, piano, slagwerk, tenorsaxofoon, 2 violen, altviool, cello, bas, deel uit de 4-delige suite ‘d’ vizlifan suite’ voor verschillende instrumenten en piano (1999)
- ‘d’ vizlifan suite’ een suite van 4 stukken voor verschillende instrumenten voor fluit, hobo, klarinet, basklarinet, fagot, 2 oin F, bastrombone, harp, piano, slagwerk, tenorsaxofoon, 2 violen, altviool, cello, bas (1999)
- ‘Histoires courtes’ voor tenorblokfluit, basklarinet, altsaxofoon, accordeon, harp, gitaar, bas (2000)
- ‘Translifan’ voor saxofoonensemble (2 sopranen, 3 alten, 4 tenoren, 2 baritons and 1 bas) en piano (2000)
- ‘Poèmes de Ronsard’  in drie delen op gedichten van Pierre de Ronsard  * ‘mignonne, allons voir...’ and * ‘Je n’ai plus que les os’ (2000)
- ‘Cyrano’, laatste bedrijf van het theaterstuk van Edmond Rostand met de titel ‘Cyrano de Bergerac’ voor sopraanstem, baritonstem, saxofoon in C, viool, altviool, cello en piano. (2001)
- ‘Dieu qui sourit’ op een gedicht van Victor Hugo voor gesproken stem, fluit, mandoline, gitaar en harp (2001)
- ‘Oh! quand je dors’ op een gedicht van Victor Hugo voor gesproken stem, fluit, mandoline, gitaar en harp (2001)
- ‘autre guitare’ op een gedicht van Victor Hugo voor gesproken stem, fluit, mandoline, gitaar en harp (2001)
- ‘Chant de poisson’ in drie delen voor fluit, klarinet, bassethoorn, fagot, hoorn in F en piano (2003)
- ‘Vandaag een jaar geleden’ voor sopraanstem, fluit, klarinet, viool, cello, slagwerk, piano op een gedicht van Sándor Petőfi vertaald in het Nederlands door S. Baracs (2004)
- ‘Aan het eind september’ voor sopraanstem, fluit, klarinet, viool, cello, slagwerk, piano op een gedicht van Sándor Petőfi vertaald in het Nederlands door S. Baracs (2004)
- ‘De sterrenhemel’ voor sopraan stem, fluit, klarinet, viool, cello, slagwerk, piano op een gedicht van Sándor Petőfi vertaald in het Nederlands door S. Baracs (2004)
- ‘De eekhoorn en  zijn vrienden. De olifant, de paradijsvogel, de waterjuffer’ voor gesproken stem, altsaxofoon, viool, piano en slagwerk (2004)
- ‘Goethe Rilke Celan, 5+1 Gedichten’ voor jeugdkoor in 6 delen met * ‘ Wandrers Nachlied’, * ‘Der Zauberlehrling’and * ‘Meeresstille’ van Goethe, * ‘Maitag’ van Rilke, * ‘Wandrers Nachtlied’ van Goethe, * ’der Tod’ van Paul Celan (2005)
- ‘Encore et toujours’ op teksten uit de ”correspondance 1951-1970” van Paul Celan en Gisele Celan Lestrange (editions du seuil) voor sopraanstem, klarinet, viool, cello en piano (2006)
- ‘L' oeil’  voor strijkkwintet (2007)
- ‘Plume’  voor strijkkwintet (2007)
- ‘L' albatros’ (tekst: Charles Baudelaire)  voor strijkkwintet en stem(2007)
- ‘Les corbeaux’ (tekst: Arthur Rimbaud)  voor strijkkwintet en stem(2007)
- 'poèmes de Paul Celan voor het Nederlands Kamerkoor (2007)
- 'Spät und tief' van Paul Celan voor het Nederlands Kamerkoor (2007)
- 'Corona' van Paul Celan voor het Nederlands Kamerkoor (2007)
- 'Sprich auch du' van Paul Celan voor het Nederlands Kamerkoor met tenor solo(2007)
- 'Stimmen' van Paul Celan voor het Nederlands Kamerkoor (2007)
- 'Tenebrae' van Paul Celan het Nederlands Kamerkoor (2007)
- 'Blume' van Paul Celan voor het Nederlands Kamerkoor (2007)
- 'Ein Holzstern' van Paul Celan voor het Nederlands Kamerkoor met bas solo(2007)
- 'Stehen' van Paul Celan voor het Nederlands Kamerkoor (2007)
- 'Es wird' van Paul Celan voor het Nederlands Kamerkoor (2007)
- 'Der Tod' van Paul Celan voor het Nederlands Kamerkoor (2009)
- 'Is dit een mens' op een gedicht van Primo Levi voor het Nationaal Jeugdkoor en tenor solo (2009)
- 'Navertellen' op een tekst van Wim de Bie voor het Nationaal Jeugdkoor en tenor solo (2009)

## Werk voor orkest
- ‘Brut’ voor orkest (1998)
- ‘Rrrh...’ voor orkest (1998)
- ‘Shhht’ voor orkest (1999)
- ‘AEDE’ voor viool en orkest (2001)
- ‘le vol en D’ voor fluitorkest (2001)
- ‘Merimes’ voor tárogató, strijkorkest en vibrafoon (2006)
- ‘Rêve’ voor tárogató en strijkorkest (2007)

## Werk voor theater
- 'Konijn en Maan' voor fluit, saxofoons and tárogató (2008)

## Projecten
- een concert voor cello en orkest voor Peter Szabó, eerste cellist van het Boedapest Festivalorkest
- een compositie voor cello en piano voor Peter Szabó
- een piano solo voor een door Gijsbregt Wilderom in Amsterdam gebouwde pianoforte
- een compositie voor kinderkoor voor Vocaal Talent Nederland
- een compositie voor tenor en barokensemble voor Marcel Beekman